# Pingliang
Pingliang (平凉市; pinyin: Píngliàng Shì) er et bypræfektur i den kinesiske provins Gansu.

## Administrative enheder
Pingliang har et areal på 11.325 km² og 2.190.000 indbyggere (2004). Den består af et bydistrikt og seks amter:
- Bydistriktet Kongtong – 崆峒区 Kōngtóng Qū ; 1.936 km², 480.000 indbyggere, regeringssæde Xidajie 西大街; ;
- Amtet Jingchuan – 泾川县 Jīngchuān Xiàn  1.486 km², 330.000 indbyggere, hovedby: Chengguan 城关镇;
- Amtet Lingtai – 灵台县 Língtái Xiàn ; 2.038 km², 230.000 indbyggere, hovedby: Zhongtai 中台镇;
- Amtet Chongxin – 崇信县 Chóngxìn Xiàn ; 850 km², 90.000 indbyggere, hovedby: Jinping 锦屏镇;
- Amtet Huating – 华亭县 Huátíng Xiàn ; 1.266 km², 170.000 indbyggere, hovedby: Donghua 东华镇;
- Amtet Zhuanglang – 庄浪县 Zhuānglàng Xiàn ; 1.556 km², 420.000 indbyggere, hovedby: Shuiluo 水洛镇;
- Amtet Jingning – 静宁县 Jìngníng Xiàn; 2.193 km², 470.000 indbyggere, hovedby: Chengguan 城关镇.

## Trafik
Kinas rigsvej 312 går gennem området. Den begynder i Shanghai og ender ved grænsen mod Kasakhstan, og passerer blandt andet Suzhou, Nanjing, Hefei, Xinyang, Xi'an, Lanzhou, Jiayuguan og Urumqi.